# Christian Science Society Building
Christian Science Society Building, ou simplesmente Christian Science Society, é um edifício histórico da Ciência Cristã localizado no número 641 da esquina da Oak Street com a 7th Street em Steamboat Springs, Condado de Routt, Colorado. Construído em 1934 de troncos em uma fundação de pedra de entulho com um telhado de telha, foi projetado e construído pelo construtor local Ernest Campbell no estilo de arquitetura que veio a ser conhecido como o National Park Service rustic. A Sociedade foi organizada em 22 de julho de 1908 por cientistas cristãos locais, entre os quais estava Margaret Crawford, que com seu marido, James Crawford, fundou e nomeou a cidade de Steamboat Springs em 1875. A sociedade cristã reuniu-se em vários locais até 4 de novembro de 1934, quando o primeiro serviço foi realizado neste novo prédio. O canteiro de obras adquirido em 1920 já havia sido ocupado pelo Onyx Hotel. As igrejas e sociedades da Ciência Cristã não são dedicadas até que estejam isentas de dívidas, o que aconteceu com a sociedade de Steamboat Springs em 15 de dezembro de 1935. Serviços regulares têm sido realizados desde então. As únicas mudanças significativas no edifício desde 1934 foram substituir o telhado por um de metal para permitir que a neve escorreguem, bem como o rebaixamento do teto interior para um melhor isolamento. As paredes laterais também foram estabilizadas com várias hastes de metal entre elas. 

Em 22 de agosto de 2007, o prédio foi adicionado ao National Register of Historic Places.